# Llista de topònims de Navars
Llista de topònims (noms propis de lloc) del municipi de Navars, al Bages
Informació actualitzada per un bot. Els canvis manuals es perdran quan s'actualitzi!

## abric rocós
| imatge | Nom                 | Ubicat a | instància de | Detalls | coordenades | Protecció | Commons (més fotos) | Dades a WD                    |
| ------ | ------------------- | -------- | ------------ | ------- | --- | --------- | ------------------- | ----------------------------- |
|        | Balma Gran          | Navàs    | abric rocós  |         | 41° 52′ 48″ N, 1° 46′ 25″ E / 41.8800361213111°N,1.77359922282049°E |           |                     | Modifica les dades a Wikidata |
|        | Balma de Comaposada | Navàs    | abric rocós  |         | 41° 53′ 44″ N, 1° 46′ 49″ E / 41.8954548567158°N,1.7803080352268°E ca:Sector central del terme municipal. Antic terme del castell de Castelladral, parròquia de Sant Miquel de Castelladral. |           |                     | Modifica les dades a Wikidata |

## barraca de vinya
| imatge | Nom                 | Ubicat a | instància de     | Detalls                     | coordenades | Protecció                                  | Commons (més fotos) | Dades a WD                    |
| ------ | ------------------- | -------- | ---------------- | --------------------------- | --- | ------------------------------------------ | ------------------- | ----------------------------- |
|        | Barraca 13197       | Navàs    | barraca de vinya |                             | 41° 51′ 52″ N, 1° 46′ 07″ E / 41.86444°N,1.76873°E ca:Sector sud del terme municipal                               |                                            |                     | Modifica les dades a Wikidata |
|        | Barraca 13198       | Navàs    | barraca de vinya |                             | 41° 51′ 52″ N, 1° 46′ 10″ E / 41.8644°N,1.76952°E ca:Sector sud del terme municipal                                |                                            |                     | Modifica les dades a Wikidata |
|        | Barraca 13703       | Navàs    | barraca de vinya | Estil: arquitectura popular | 41° 51′ 18″ N, 1° 44′ 15″ E / 41.85492°N,1.73746°E ca:Sector sud-oest del terme municipal                          |                                            |                     | Modifica les dades a Wikidata |
|        | Barraca 13704       | Navàs    | barraca de vinya | Estil: arquitectura popular | 41° 51′ 16″ N, 1° 44′ 28″ E / 41.85456°N,1.74103°E ca:Sector sud-oest del terme municipal                          |                                            |                     | Modifica les dades a Wikidata |
|        | Barraca 15419       | Navàs    | barraca de vinya |                             | 41° 53′ 47″ N, 1° 51′ 58″ E / 41.89629°N,1.86617°E ca:Sector est del terme municipal, prop del nucli urbà          |                                            |                     | Modifica les dades a Wikidata |
|        | Barraca 15543       | Navàs    | barraca de vinya |                             | 41° 53′ 25″ N, 1° 51′ 45″ E / 41.89022°N,1.86254°E ca:Sector est del terme, molt a prop del nucli urbà             |                                            |                     | Modifica les dades a Wikidata |
|        | Barraca 15736       | Navàs    | barraca de vinya |                             | 41° 53′ 27″ N, 1° 51′ 45″ E / 41.89072°N,1.86259°E ca:Sector est del terme municipal, molt a prop del nucli urbà.  |                                            |                     | Modifica les dades a Wikidata |
|        | Barraca 15798       | Navàs    | barraca de vinya | Estil: arquitectura popular | 41° 53′ 23″ N, 1° 51′ 48″ E / 41.88979°N,1.86345°E ca:Sector est del municipi, molt a prop del nucli urbà          |                                            |                     | Modifica les dades a Wikidata |
|        | Barraca 16735       | Navàs    | barraca de vinya | Estil: arquitectura popular | 41° 51′ 32″ N, 1° 44′ 03″ E / 41.85884°N,1.73405°E ca:Sector sud-oest del terme municipal                          |                                            |                     | Modifica les dades a Wikidata |
|        | Barraca 16736       | Navàs    | barraca de vinya | Estil: arquitectura popular | 41° 51′ 36″ N, 1° 44′ 00″ E / 41.85995°N,1.73339°E ca:Sector sud-oest del terme municipal                          |                                            |                     | Modifica les dades a Wikidata |
|        | Barraca 16737       | Navàs    | barraca de vinya |                             | 41° 51′ 37″ N, 1° 43′ 43″ E / 41.86031°N,1.72853°E ca:Sector sud-oest del terme municipal                          |                                            |                     | Modifica les dades a Wikidata |
|        | Barraca 16738       | Navàs    | barraca de vinya | Estil: arquitectura popular | 41° 51′ 26″ N, 1° 43′ 48″ E / 41.85716°N,1.73011°E ca:Sector sud-oest del terme municipal                          |                                            |                     | Modifica les dades a Wikidata |
|        | Barraca 16866       | Navàs    | barraca de vinya | Estil: arquitectura popular | 41° 51′ 21″ N, 1° 44′ 21″ E / 41.85579°N,1.73922°E ca:Sector sud-oest del terme municipal                          |                                            |                     | Modifica les dades a Wikidata |
|        | Barraca 18656       | Navàs    | barraca de vinya | Estil: arquitectura popular | 41° 51′ 37″ N, 1° 43′ 29″ E / 41.86023°N,1.72479°E ca:Sector sud-oest del terme municipal                          |                                            |                     | Modifica les dades a Wikidata |
|        | Barraca 18657       | Navàs    | barraca de vinya | Estil: arquitectura popular | 41° 51′ 38″ N, 1° 43′ 39″ E / 41.86063°N,1.72746°E ca:Sector sud-oest del terme municipal                          |                                            |                     | Modifica les dades a Wikidata |
|        | Barraca 18664       | Navàs    | barraca de vinya | Estil: arquitectura popular | 41° 51′ 30″ N, 1° 43′ 30″ E / 41.85831°N,1.72503°E ca:Sector sud-oest del terme municipal                          |                                            |                     | Modifica les dades a Wikidata |
|        | Barraca 18665       | Navàs    | barraca de vinya | Estil: arquitectura popular | 41° 51′ 28″ N, 1° 43′ 38″ E / 41.85766°N,1.72725°E ca:Sector sud-oest del terme municipal                          |                                            |                     | Modifica les dades a Wikidata |
|        | Barraca 18666       | Navàs    | barraca de vinya | Estil: arquitectura popular | 41° 51′ 21″ N, 1° 43′ 33″ E / 41.85589°N,1.72597°E ca:Sector sud-oest del terme municipal                          |                                            |                     | Modifica les dades a Wikidata |
|        | Barraca 18667       | Navàs    | barraca de vinya | Estil: arquitectura popular | 41° 51′ 20″ N, 1° 43′ 30″ E / 41.85555°N,1.72493°E ca:Sector sud-oest del terme municipal                          |                                            |                     | Modifica les dades a Wikidata |
|        | Barraca 18668       | Navàs    | barraca de vinya |                             | 41° 51′ 19″ N, 1° 43′ 28″ E / 41.85529°N,1.72458°E ca:Sector sud-oest del terme municipal                          |                                            |                     | Modifica les dades a Wikidata |
|        | Barraca de camp II  | Navàs    | barraca de vinya | Estil: arquitectura popular | | bé integrant del patrimoni cultural català |                     | Modifica les dades a Wikidata |
|        | Barraca de camp III | Navàs    | barraca de vinya | Estil: arquitectura popular | | bé integrant del patrimoni cultural català |                     | Modifica les dades a Wikidata |
|        | barraca de vinya    | Navàs    | barraca de vinya | Estil: arquitectura popular | 41° 53′ 27″ N, 1° 52′ 03″ E / 41.890942°N,1.867366°E ca:Sector est del terme municipal, molt a prop del nucli urbà | bé integrant del patrimoni cultural català |                     | Modifica les dades a Wikidata |

## carrer
| imatge | Nom              | Ubicat a | instància de | Detalls | coordenades                                                                  | Protecció | Commons (més fotos) | Dades a WD                    |
| ------ | ---------------- | -------- | ------------ | ------- | ---------------------------------------------------------------------------- | --------- | ------------------- | ----------------------------- |
|        | carrer de Migdia | Navàs    | carrer       |         | 41° 53′ 54″ N, 1° 52′ 45″ E / 41.89831°N,1.8793°E ca:Carrer de Migdia. Navàs |           |                     | Modifica les dades a Wikidata |
|        | carrer del sol   | Navàs    | carrer       |         | 41° 53′ 56″ N, 1° 52′ 50″ E / 41.89886°N,1.8805°E ca:Carrer del Sol. Navàs   |           |                     | Modifica les dades a Wikidata |

## casa
| imatge | Nom                                            | Ubicat a | instància de | Detalls                                    | coordenades                                                                                         | Protecció                                  | Commons (més fotos)                  | Dades a WD                    |
| ------ | ---------------------------------------------- | -------- | ------------ | ------------------------------------------ | --------------------------------------------------------------------------------------------------- | ------------------------------------------ | ------------------------------------ | ----------------------------- |
|        | Cal Miquel                                     | Navàs    | casa         | 20th century                               | 41° 53′ 53″ N, 1° 52′ 39″ E / 41.8981°N,1.87747°E ca:Passeig de Ramon Vall, 4. Navàs.               |                                            |                                      | Modifica les dades a Wikidata |
|        | Cal Salvador                                   | Navàs    | casa         | 20th century                               | 41° 53′ 56″ N, 1° 52′ 49″ E / 41.89878°N,1.88024°E ca:Carrer de Sant Genís, 33. Navàs               |                                            |                                      | Modifica les dades a Wikidata |
|        | Cal Serra                                      | Navàs    | casa         | 1927                                       | 41° 54′ 01″ N, 1° 52′ 37″ E / 41.9002°N,1.87702°E ca:Passeig Ramon Vall, 57. Navàs                  |                                            |                                      | Modifica les dades a Wikidata |
|        | Cal Simó                                       | Navàs    | casa         | Arquitecte: Ignasi Oms i Ponsa 1912        | 41° 53′ 59″ N, 1° 52′ 42″ E / 41.89983°N,1.87826°E ca:Carretera de Berga, 57. Navàs                 |                                            |                                      | Modifica les dades a Wikidata |
|        | Cal Vilargunté                                 | Navàs    | casa         | 20th century                               | 41° 54′ 00″ N, 1° 52′ 37″ E / 41.89998°N,1.87706°E ca:Passeig de Ramon Vall, 55. Navàs              |                                            |                                      | Modifica les dades a Wikidata |
|        | Casa de l'Amo                                  | Navàs    | casa         | Estil: arquitectura eclèctica 19th century | 41° 51′ 19″ N, 1° 43′ 11″ E / 41.855331°N,1.719764°E ca:Colònia Palà Vell                           | bé integrant del patrimoni cultural català | Casa de l'Amo (el Palà de Torroella) | Modifica les dades a Wikidata |
|        | Cases populars adossades del carrer Pau Duarri | Navàs    | casa         | 20th century                               | 41° 54′ 05″ N, 1° 52′ 47″ E / 41.90137°N,1.87968°E ca:Carrer Pau Duarri, 66, 72, 74, 92 i 94. Navàs |                                            |                                      | Modifica les dades a Wikidata |
|        | Mas Palà                                       | Navàs    | casa         | Estil: arquitectura eclèctica 19th century | 41° 51′ 21″ N, 1° 43′ 09″ E / 41.8558°N,1.71913°E ca:el Palà de Torroella                           | bé integrant del patrimoni cultural català | Mas Palà                             | Modifica les dades a Wikidata |
|        | casa del carrer Sant Genís núm. 38             | Navàs    | casa         | 1910                                       | 41° 53′ 55″ N, 1° 52′ 48″ E / 41.89863°N,1.8801°E ca:Carrer de Sant Genís, 38. Navàs                |                                            |                                      | Modifica les dades a Wikidata |
|        | casa dels Motors                               | Navàs    | casa         | 20th century                               | 41° 51′ 16″ N, 1° 43′ 12″ E / 41.85434°N,1.71993°E                                                  |                                            |                                      | Modifica les dades a Wikidata |

## castell
| imatge | Nom                     | Ubicat a | instància de | Detalls | coordenades | Protecció                                            | Commons (més fotos) | Dades a WD                    |
| ------ | ----------------------- | -------- | ------------ | ------- | --- | ---------------------------------------------------- | ------------------- | ----------------------------- |
|        | Castell de Castelladral | Navàs    | castell      |         | 41° 53′ 56″ N, 1° 46′ 47″ E / 41.898961°N,1.779716°E | bé d'interès cultural bé cultural d'interès nacional |                     | Modifica les dades a Wikidata |
|        | Castell de Mujal        | Navàs    | castell      |         | 41° 53′ 37″ N, 1° 51′ 19″ E / 41.893638°N,1.855287°E | bé d'interès cultural bé cultural d'interès nacional |                     | Modifica les dades a Wikidata |
|        | Castell de Solivella    | Navàs    | castell      |         | 41° 51′ 46″ N, 1° 46′ 41″ E / 41.8628799620713°N,1.77796344064975°E ca:Sector central del terme municipal. Antic terme del castell de Castelladral, parròquia de Sant Miquel de Castelladral. 425 msnm |                                                      |                     | Modifica les dades a Wikidata |
|        | Castell de Torroella    | Navàs    | castell      |         | 41° 52′ 47″ N, 1° 42′ 06″ E / 41.879731012886°N,1.70160800090828°E ca:Sector oest del terme municipal. Antic terme del castell de Torroella, parròquia de Sant Salvador de Torroella.                  | bé integrant del patrimoni cultural català           |                     | Modifica les dades a Wikidata |

## conjunt d'edificis
| imatge | Nom                                     | Ubicat a | instància de       | Detalls      | coordenades                                                                            | Protecció | Commons (més fotos) | Dades a WD                    |
| ------ | --------------------------------------- | -------- | ------------------ | ------------ | -------------------------------------------------------------------------------------- | --------- | ------------------- | ----------------------------- |
|        | Col·legi Sant Josep                     | Navàs    | conjunt d'edificis |              | 41° 54′ 01″ N, 1° 52′ 34″ E / 41.90033°N,1.876°E ca:Carretera de Viver, 20. Navàs      |           |                     | Modifica les dades a Wikidata |
|        | Fàbrica Nova                            | Navàs    | conjunt d'edificis | 1920s        | 41° 54′ 02″ N, 1° 52′ 45″ E / 41.90057°N,1.87925°E ca:Plaça de l'Estació, 48. Navàs    |           |                     | Modifica les dades a Wikidata |
|        | Fàbrica de Palà de Torroella            | Navàs    | conjunt d'edificis |              | 41° 51′ 19″ N, 1° 43′ 09″ E / 41.85521°N,1.71921°E                                     |           |                     | Modifica les dades a Wikidata |
|        | Galeries                                | Navàs    | conjunt d'edificis | 1877         | 41° 51′ 17″ N, 1° 43′ 11″ E / 41.85486°N,1.71976°E                                     |           |                     | Modifica les dades a Wikidata |
|        | Grup de cases del carrer de la Terrassa | Navàs    | conjunt d'edificis | 1928         | 41° 51′ 24″ N, 1° 43′ 14″ E / 41.8568°N,1.72049°E                                      |           |                     | Modifica les dades a Wikidata |
|        | Jardins i horts del mas Palà            | Navàs    | conjunt d'edificis | 20th century | 41° 51′ 20″ N, 1° 43′ 12″ E / 41.85543°N,1.72013°E                                     |           |                     | Modifica les dades a Wikidata |
|        | Passeig Ramon Vall                      | Navàs    | conjunt d'edificis | 20th century | 41° 54′ 01″ N, 1° 52′ 38″ E / 41.9004°N,1.87731°E ca:Passeig Ramon Vall. Navàs         |           |                     | Modifica les dades a Wikidata |
|        | Pisos de la Carretera                   | Navàs    | conjunt d'edificis | 1870s        | 41° 51′ 17″ N, 1° 43′ 13″ E / 41.85468°N,1.72041°E                                     |           |                     | Modifica les dades a Wikidata |
|        | Rectoria de la Sagrada Família de Navàs | Navàs    | conjunt d'edificis |              | 41° 53′ 56″ N, 1° 52′ 49″ E / 41.899°N,1.88032°E ca:Plaça de la Sagrada Família. Navàs |           |                     | Modifica les dades a Wikidata |

## creu de terme
| imatge | Nom              | Ubicat a | instància de  | Detalls | coordenades                                                           | Protecció | Commons (més fotos) | Dades a WD                    |
| ------ | ---------------- | -------- | ------------- | ------- | --------------------------------------------------------------------- | --------- | ------------------- | ----------------------------- |
|        | creu de l'Alzina | Navàs    | creu de terme |         | 41° 52′ 25″ N, 1° 42′ 26″ E / 41.87357770641577°N,1.707223626107435°E |           |                     | Modifica les dades a Wikidata |
|        | creu de l'Obac   | Navàs    | creu de terme |         | 41° 52′ 38″ N, 1° 42′ 20″ E / 41.87715283564311°N,1.705579981898281°E |           |                     | Modifica les dades a Wikidata |

## curs d'aigua
| imatge | Nom                    | Ubicat a                          | instància de | Detalls                                                     | coordenades | Protecció | Commons (més fotos) | Dades a WD                    |
| ------ | ---------------------- | --------------------------------- | ------------ | ----------------------------------------------------------- | --- | --------- | ------------------- | ----------------------------- |
|        | Cardener               | Solsonès Bages                    | curs d'aigua | Desemboca: Llobregat Llarg: 87km Conca: 1374km²             | 42° 10′ 54″ N, 1° 34′ 44″ E / 42.181581°N,1.578805°E 41° 40′ 47″ N, 1° 51′ 10″ E / 41.679718°N,1.852642°E                                       |           | Cardener River      | Modifica les dades a Wikidata |
|        | rasa de Vallbona       | Navàs                             | curs d'aigua | Desemboca: torrent de Davins Llarg: 2.36km Conca: 157ha     | 41° 51′ 53″ N, 1° 41′ 36″ E / 41.86468611°N,1.69338889°E                                                                                        |           |                     | Modifica les dades a Wikidata |
|        | riera de Valldeperes   | Viver i Serrateix Navàs Cardona   | curs d'aigua | Desemboca: Cardener Llarg: 6.89km Conca: 9.47km²            | 41° 56′ 11″ N, 1° 45′ 14″ E / 41.936346944444445°N,1.7539180555555556°E 41° 53′ 54″ N, 1° 43′ 03″ E / 41.898451111111115°N,1.7173980555555557°E |           |                     | Modifica les dades a Wikidata |
|        | riera del Mujal        | Viver i Serrateix Navàs Balsareny | curs d'aigua | Desemboca: Llobregat                                        | 41° 51′ 36″ N, 1° 52′ 48″ E / 41.86012464693184°N,1.879992485046387°E                                                                           |           |                     | Modifica les dades a Wikidata |
|        | torrent de Cal Conill  | Navàs                             | curs d'aigua | Desemboca: Cardener Llarg: 1.54km Conca: 85.9ha             | 41° 52′ 59″ N, 1° 42′ 19″ E / 41.88313611°N,1.70538333°E                                                                                        |           |                     | Modifica les dades a Wikidata |
|        | torrent de Cal Fèlix   | Sant Mateu de Bages Navàs         | curs d'aigua | Desemboca: Rasa de Davins Llarg: 2.6km Conca: 222.6ha       | 41° 51′ 54″ N, 1° 39′ 35″ E / 41.865116944444445°N,1.6598038888888889°E 41° 51′ 42″ N, 1° 41′ 20″ E / 41.861668888888886°N,1.68878°E            |           |                     | Modifica les dades a Wikidata |
|        | torrent de Comabella   | Cardona Navàs                     | curs d'aigua | Desemboca: Rasa de Davins Llarg: 1.87km Conca: 96.9ha       | 41° 52′ 47″ N, 1° 40′ 59″ E / 41.87974388888889°N,1.6829999999999998°E 41° 51′ 58″ N, 1° 40′ 56″ E / 41.86600111111111°N,1.6823180555555557°E   |           |                     | Modifica les dades a Wikidata |
|        | torrent de Comaerma    | Navàs                             | curs d'aigua | Desemboca: Cardener Llarg: 2.07km Conca: 124.8ha            | 41° 53′ 11″ N, 1° 43′ 34″ E / 41.8865°N,1.72598°E                                                                                               |           |                     | Modifica les dades a Wikidata |
|        | torrent de Davins      | Navàs                             | curs d'aigua | Desemboca: Cardener                                         | 41° 51′ 25″ N, 1° 42′ 57″ E / 41.85689637064572°N,1.7158305644989014°E                                                                          |           |                     | Modifica les dades a Wikidata |
|        | torrent de Queralt     | Navàs                             | curs d'aigua | Desemboca: riera de Valldeperes Llarg: 1467m Conca: 55ha    | 41° 54′ 30″ N, 1° 43′ 18″ E / 41.9082°N,1.72167°E                                                                                               |           |                     | Modifica les dades a Wikidata |
|        | torrent de Tresserres  | Cardona Navàs Pinós               | curs d'aigua | Desemboca: Cardener Llarg: 4.87km Conca: 5.22km²            | 41° 54′ 00″ N, 1° 41′ 01″ E / 41.90012611111111°N,1.683608888888889°E 41° 53′ 21″ N, 1° 42′ 44″ E / 41.88922805555555°N,1.7122011111111113°E    |           |                     | Modifica les dades a Wikidata |
|        | torrent de Valldeperes | Navàs                             | curs d'aigua | Desemboca: riera de Valldeperes Llarg: 1.5km Conca: 131.9ha | 41° 54′ 30″ N, 1° 43′ 34″ E / 41.9082°N,1.726°E                                                                                                 |           |                     | Modifica les dades a Wikidata |
|        | torrent de la Fàbrega  | Navàs                             | curs d'aigua | Desemboca: Cardener Llarg: 3.49km Conca: 2.47km²            | 41° 51′ 55″ N, 1° 42′ 49″ E / 41.8654°N,1.71359°E                                                                                               |           |                     | Modifica les dades a Wikidata |
|        | torrent de la Rata     | Navàs                             | curs d'aigua | Desemboca: Cardener Llarg: 2.35km Conca: 234.1ha            | 41° 52′ 23″ N, 1° 43′ 54″ E / 41.87301°N,1.731608°E 41° 51′ 32″ N, 1° 42′ 57″ E / 41.858893°N,1.715897°E                                        |           | Torrent de la Rata  | Modifica les dades a Wikidata |

## dolmen
| imatge | Nom                 | Ubicat a | instància de | Detalls | coordenades                                                         | Protecció | Commons (més fotos) | Dades a WD                    |
| ------ | ------------------- | -------- | ------------ | ------- | ------------------------------------------------------------------- | --------- | ------------------- | ----------------------------- |
|        | Tomba del Moro      | Navàs    | dolmen       |         | 41° 51′ 52″ N, 1° 41′ 24″ E / 41.8645043666888°N,1.69002394702028°E |           |                     | Modifica les dades a Wikidata |
|        | dolmen de les Comes | Navàs    | dolmen       |         | 41° 51′ 55″ N, 1° 44′ 22″ E / 41.8652283875012°N,1.7394220992648°E  |           |                     | Modifica les dades a Wikidata |

## edifici
| imatge | Nom                           | Ubicat a | instància de | Detalls      | coordenades | Protecció             | Commons (més fotos) | Dades a WD                    |
| ------ | ----------------------------- | -------- | ------------ | ------------ | --- | --------------------- | ------------------- | ----------------------------- |
|        | Antiga Porteria               | Navàs    | edifici      |              | 41° 51′ 18″ N, 1° 43′ 12″ E / 41.85493°N,1.72°E                                                                 |                       |                     | Modifica les dades a Wikidata |
|        | Castellot de Castelladral     | Navàs    | edifici      |              | | bé d'interès cultural |                     | Modifica les dades a Wikidata |
|        | Centre d’Assistència Primària | Navàs    | edifici      | 1923         | 41° 53′ 59″ N, 1° 52′ 46″ E / 41.89972°N,1.87956°E ca:Carrer Pau Daurri, 34; carrer Sant Josep, 11-13. Navàs    |                       |                     | Modifica les dades a Wikidata |
|        | Club d’Avis                   | Navàs    | edifici      | 1936         | 41° 54′ 03″ N, 1° 52′ 37″ E / 41.90096°N,1.87707°E ca:Passeig Ramon Vall, 75. Navàs                             |                       |                     | Modifica les dades a Wikidata |
|        | Escola de Música              | Navàs    | edifici      | 1934         | 41° 54′ 00″ N, 1° 52′ 47″ E / 41.90002°N,1.87972°E ca:Carrer Pau Duarri, 38. Navàs                              |                       |                     | Modifica les dades a Wikidata |
|        | Farmàcia Maristany            | Navàs    | edifici      | 1909         | 41° 54′ 00″ N, 1° 52′ 42″ E / 41.89993°N,1.87827°E ca:Carretera de Berga, 59. Carretera de Viver, 1. Navàs      |                       |                     | Modifica les dades a Wikidata |
|        | Fàbrica Ca la Mecànica        | Navàs    | edifici      | 20th century | 41° 54′ 02″ N, 1° 52′ 40″ E / 41.90065°N,1.8777°E ca:Passeig Ramon Vall, 48. Navàs                              |                       |                     | Modifica les dades a Wikidata |
|        | Fàbrica Prat                  | Navàs    | edifici      | 20th century | 41° 54′ 02″ N, 1° 52′ 40″ E / 41.90047°N,1.87773°E ca:Passeig Ramon Vall, 46. Navàs                             |                       |                     | Modifica les dades a Wikidata |
|        | Teatre                        | Navàs    | edifici      |              | 41° 51′ 23″ N, 1° 43′ 14″ E / 41.85625°N,1.7205°E                                                               |                       |                     | Modifica les dades a Wikidata |
|        | el Convent                    | Navàs    | edifici      | 20th century | 41° 51′ 20″ N, 1° 43′ 10″ E / 41.85558°N,1.71931°E                                                              |                       |                     | Modifica les dades a Wikidata |
|        | el Mercantil                  | Navàs    | edifici      | 1911         | 41° 53′ 59″ N, 1° 52′ 42″ E / 41.89964°N,1.87825°E ca:Carretera de Berga, 51. Carrer de Pau Casals, 2, 4. Navàs |                       |                     | Modifica les dades a Wikidata |

## element arquitectònic
| imatge | Nom                                | Ubicat a | instància de          | Detalls      | coordenades                                                                                        | Protecció | Commons (més fotos) | Dades a WD                    |
| ------ | ---------------------------------- | -------- | --------------------- | ------------ | -------------------------------------------------------------------------------------------------- | --------- | ------------------- | ----------------------------- |
|        | Antiga tanca de l’estació del tren | Navàs    | element arquitectònic | 19th century | 41° 54′ 07″ N, 1° 52′ 43″ E / 41.90205°N,1.87855°E ca:Carretera de Berga; Parc de l'Estació. Navàs |           |                     | Modifica les dades a Wikidata |
|        | Tina de Riols                      | Navàs    | element arquitectònic |              | 41° 51′ 34″ N, 1° 44′ 09″ E / 41.85935°N,1.73575°E                                                 |           |                     | Modifica les dades a Wikidata |
|        | forn d'obra de la Garriga          | Navàs    | element arquitectònic |              | 41° 51′ 49″ N, 1° 45′ 58″ E / 41.86354°N,1.76622°E                                                 |           |                     | Modifica les dades a Wikidata |

## entitat singular de població
| imatge | Nom                        | Ubicat a | instància de                                                 | Detalls  | coordenades                                                              | Protecció | Commons (més fotos)         | Dades a WD                    |
| ------ | -------------------------- | -------- | ------------------------------------------------------------ | -------- | ------------------------------------------------------------------------ | --------- | --------------------------- | ----------------------------- |
|        | Castelladral               | Navàs    | entitat singular de població                                 | 57 hab   | 41° 53′ 58″ N, 1° 46′ 51″ E / 41.89930556°N,1.78094167°E 654 msnm        |           | Castelladral (Navàs)        | Modifica les dades a Wikidata |
|        | Navàs                      | Navàs    | entitat singular de població capital municipal               | 5804 hab | 41° 54′ 00″ N, 1° 52′ 39″ E / 41.89998°N,1.87763°E 370 msnm              |           |                             | Modifica les dades a Wikidata |
|        | Sant Cugat del Racó        | Navàs    | entitat singular de població ens local històric de Catalunya | 30 hab   | 41° 53′ 55″ N, 1° 48′ 50″ E / 41.89860320332°N,1.813830179737°E 548 msnm |           | Sant Cugat del Racó (Navàs) | Modifica les dades a Wikidata |
|        | Sant Salvador de Torroella | Navàs    | entitat singular de població ens local històric de Catalunya | 20 hab   | 41° 52′ 05″ N, 1° 42′ 44″ E / 41.868025°N,1.71232222°E 334 msnm          |           |                             | Modifica les dades a Wikidata |
|        | Valldeperes                | Navàs    | entitat singular de població                                 | 8 hab    | 41° 54′ 28″ N, 1° 43′ 51″ E / 41.907675°N,1.73090556°E 481 msnm          |           | Valldeperes                 | Modifica les dades a Wikidata |
|        | el Mujal                   | Navàs    | entitat singular de població                                 | 61 hab   | 41° 53′ 26″ N, 1° 51′ 15″ E / 41.89051944°N,1.85428611°E 390 msnm        |           | El Mujal (Navàs)            | Modifica les dades a Wikidata |
|        | el Palà de Torroella       | Navàs    | entitat singular de població                                 | 203 hab  | 41° 51′ 15″ N, 1° 43′ 14″ E / 41.85415278°N,1.72056111°E 319 msnm        |           | El Palà de Torroella        | Modifica les dades a Wikidata |

## església
| imatge | Nom                                    | Ubicat a                  | instància de                 | Detalls                       | coordenades | Protecció                                                                              | Commons (més fotos)                 | Dades a WD                    |
| ------ | -------------------------------------- | ------------------------- | ---------------------------- | ----------------------------- | --- | -------------------------------------------------------------------------------------- | ----------------------------------- | ----------------------------- |
|        | Mare de Déu de la Colònia Palà Vell    | Navàs                     | església                     | Estil: arquitectura eclèctica | 41° 51′ 21″ N, 1° 43′ 10″ E / 41.855714°N,1.719387°E 340 msnm | bé integrant del patrimoni cultural català                                             | Mare de Déu de la Colònia Palà Vell | Modifica les dades a Wikidata |
|        | Sagrada Família de Navàs               | Navàs                     | església església parroquial |                               | 41° 53′ 57″ N, 1° 52′ 49″ E / 41.89916°N,1.880413°E ca:Plaça de la Sagrada Família. Navàs                                                                               | bé integrant del patrimoni cultural català                                             | Sagrada Família de Navàs            | Modifica les dades a Wikidata |
|        | Sant Andreu d'Horta                    | Navàs                     | església capella             |                               | 41° 51′ 27″ N, 1° 41′ 05″ E / 41.8575087910755°N,1.68473330553422°E 576 msnm                                                                                            |                                                                                        |                                     | Modifica les dades a Wikidata |
|        | Sant Cugat del Racó                    | Navàs Sant Cugat del Racó | església església parroquial | Estil: arquitectura romànica  | 41° 53′ 51″ N, 1° 48′ 50″ E / 41.8975°N,1.813889°E | bé integrant del patrimoni cultural català                                             | Església de Sant Cugat del Racó     | Modifica les dades a Wikidata |
|        | Sant Genís de Massadella               | Navàs                     | església                     | Estil: arquitectura romànica  | 41° 54′ 35″ N, 1° 51′ 17″ E / 41.909784°N,1.854861°E | bé integrant del patrimoni cultural català                                             |                                     | Modifica les dades a Wikidata |
|        | Sant Joan de cal Riols                 | Navàs                     | església capella             |                               | 41° 51′ 29″ N, 1° 44′ 22″ E / 41.8581118967887°N,1.73930888528634°E ca:Masia cal Riols 442 msnm                                                                         |                                                                                        |                                     | Modifica les dades a Wikidata |
|        | Sant Miquel de Castelladral            | Navàs                     | església església parroquial |                               | 41° 53′ 56″ N, 1° 46′ 49″ E / 41.899022°N,1.780376°E | bé integrant del patrimoni cultural català                                             | Sant Miquel de Castelladral         | Modifica les dades a Wikidata |
|        | Sant Pere de les Cigales               | Navàs                     | església capella             |                               | 41° 54′ 53″ N, 1° 49′ 50″ E / 41.914767°N,1.830673°E |                                                                                        |                                     | Modifica les dades a Wikidata |
|        | Sant Pere del Soler                    | Navàs                     | església capella             |                               | 41° 54′ 16″ N, 1° 49′ 12″ E / 41.9043541960018°N,1.8200332667969°E 500 msnm                                                                                             |                                                                                        |                                     | Modifica les dades a Wikidata |
|        | Santa Creu del Mujal                   | Navàs                     | església                     |                               | 41° 53′ 26″ N, 1° 51′ 12″ E / 41.890497°N,1.85334°E | bé integrant del patrimoni cultural català                                             | Santa Creu del Mujal                | Modifica les dades a Wikidata |
|        | Santa Fe de Valldeperes                | Navàs                     | església                     | Estil: arquitectura popular   | 41° 54′ 29″ N, 1° 43′ 53″ E / 41.908074°N,1.731333°E 481 msnm | bé integrant del patrimoni cultural català                                             | Santa Fe de Valldeperes             | Modifica les dades a Wikidata |
|        | Santa Magdalena de Castelladral        | Navàs                     | església                     | Estil: arquitectura romànica  | 41° 53′ 07″ N, 1° 46′ 28″ E / 41.885396°N,1.774512°E | bé integrant del patrimoni cultural català                                             |                                     | Modifica les dades a Wikidata |
|        | Santa Maria de les Esglésies           | Navàs                     | església                     | Estil: arquitectura romànica  | 41° 53′ 34″ N, 1° 49′ 21″ E / 41.892694°N,1.822578°E | element de la Llista Vermella del Patrimoni bé integrant del patrimoni cultural català | Santa Maria de les Esglésies        | Modifica les dades a Wikidata |
|        | església de Sant Salvador de Torroella | Navàs                     | església església parroquial | Estil: barroc                 | 41° 52′ 05″ N, 1° 42′ 48″ E / 41.867989°N,1.713238°E ca:Sector oest del terme municipal. Antic terme del castell de Torroella, parròquia de Sant Salvador de Torroella. | bé integrant del patrimoni cultural català                                             |                                     | Modifica les dades a Wikidata |

## granja
| imatge | Nom                  | Ubicat a | instància de | Detalls | coordenades                                                         | Protecció | Commons (més fotos) | Dades a WD                    |
| ------ | -------------------- | -------- | ------------ | ------- | ------------------------------------------------------------------- | --------- | ------------------- | ----------------------------- |
|        | Granges del Pinellet | Navàs    | granja       |         | 41° 54′ 31″ N, 1° 52′ 35″ E / 41.9087118169707°N,1.87644118029314°E |           |                     | Modifica les dades a Wikidata |
|        | Granja del Masover   | Navàs    | granja       |         | 41° 51′ 25″ N, 1° 42′ 49″ E / 41.8569431693813°N,1.71351416446853°E |           |                     | Modifica les dades a Wikidata |
|        | Granja del Palà      | Navàs    | granja       |         | 41° 51′ 25″ N, 1° 43′ 09″ E / 41.8569155969207°N,1.71910472740468°E |           |                     | Modifica les dades a Wikidata |
|        | Granja del Pinellet  | Navàs    | granja       |         | 41° 51′ 48″ N, 1° 42′ 51″ E / 41.8633100052445°N,1.71424197804007°E |           |                     | Modifica les dades a Wikidata |
|        | Granja del Teba      | Navàs    | granja       |         | 41° 51′ 30″ N, 1° 42′ 41″ E / 41.8584231709927°N,1.71136409953642°E |           |                     | Modifica les dades a Wikidata |

## masia
| imatge | Nom                       | Ubicat a                | instància de | Detalls                          | coordenades | Protecció                                  | Commons (més fotos)      | Dades a WD                    |
| ------ | ------------------------- | ----------------------- | ------------ | -------------------------------- | --- | ------------------------------------------ | ------------------------ | ----------------------------- |
|        | Ca l'Astruc               | Navàs                   | masia        |                                  | 41° 54′ 36″ N, 1° 49′ 45″ E / 41.91000556°N,1.82925°E 477 msnm |                                            |                          | Modifica les dades a Wikidata |
|        | Cal Bartomeus             | Navàs                   | masia        |                                  | 41° 53′ 43″ N, 1° 46′ 59″ E / 41.8953835556995°N,1.78292526181493°E |                                            |                          | Modifica les dades a Wikidata |
|        | Cal Cairó                 | Navàs                   | masia        |                                  | 41° 55′ 30″ N, 1° 43′ 39″ E / 41.9250350667501°N,1.72743934268601°E |                                            |                          | Modifica les dades a Wikidata |
|        | Cal Conill                | Navàs                   | masia        |                                  | 41° 53′ 11″ N, 1° 42′ 22″ E / 41.8862923052807°N,1.70599499410261°E |                                            |                          | Modifica les dades a Wikidata |
|        | Cal Cortesó               | Navàs                   | masia        |                                  | 41° 52′ 36″ N, 1° 44′ 55″ E / 41.8767303355733°N,1.74852367070728°E ca:Sector central del terme municipal. Antic terme del castell de Castelladral, parròquia de Sant Miquel de Castelladral.                                |                                            |                          | Modifica les dades a Wikidata |
|        | Cal Fuster                | Navàs                   | masia        |                                  | 41° 53′ 48″ N, 1° 45′ 39″ E / 41.89665833°N,1.76081944°E ca:Sector nord-oest del terme municipal. Antic terme del castell de Castelladral, parròquia de Sant Miquel de Castelladral. 460 msnm                                |                                            |                          | Modifica les dades a Wikidata |
|        | Cal Garrifes              | Navàs                   | masia        |                                  | 41° 52′ 59″ N, 1° 41′ 31″ E / 41.8831804510737°N,1.69207705358353°E |                                            |                          | Modifica les dades a Wikidata |
|        | Cal Garrigues             | Navàs                   | masia        |                                  | 41° 52′ 44″ N, 1° 48′ 03″ E / 41.8789174643536°N,1.80071262424179°E |                                            |                          | Modifica les dades a Wikidata |
|        | Cal Gemilà                | Navàs                   | masia        |                                  | 41° 53′ 51″ N, 1° 48′ 48″ E / 41.8974769308255°N,1.81340902711371°E ca:Sector central del terme municipal. Parròquia de Sant Cugat del Racó.                                                                                 |                                            |                          | Modifica les dades a Wikidata |
|        | Cal Guimerà               | Navàs                   | masia        |                                  | 41° 51′ 51″ N, 1° 47′ 53″ E / 41.8642°N,1.79793°E 463 msnm |                                            |                          | Modifica les dades a Wikidata |
|        | Cal Gusart                | Navàs                   | masia        | Estil: arquitectura popular      | 41° 53′ 47″ N, 1° 50′ 38″ E / 41.896381°N,1.843763°E | bé integrant del patrimoni cultural català |                          | Modifica les dades a Wikidata |
|        | Cal Masover               | Navàs                   | masia        |                                  | 41° 51′ 39″ N, 1° 43′ 06″ E / 41.86090720349°N,1.71844674519511°E |                                            |                          | Modifica les dades a Wikidata |
|        | Cal Mateu                 | Navàs                   | masia        |                                  | 41° 54′ 31″ N, 1° 48′ 06″ E / 41.90873333°N,1.80158722°E ca:Sector central del terme municipal. Antic terme del castell de Castelladral. 550 msnm                                                                            |                                            |                          | Modifica les dades a Wikidata |
|        | Cal Mestre                | Navàs                   | masia        |                                  | 41° 53′ 29″ N, 1° 45′ 09″ E / 41.89148056°N,1.75257806°E 475 msnm |                                            |                          | Modifica les dades a Wikidata |
|        | Cal Miquel                | Navàs                   | masia        |                                  | 41° 53′ 49″ N, 1° 52′ 31″ E / 41.89682°N,1.87528°E ca:Carrer dels Germans Sellarès, 17-27. Navàs |                                            |                          | Modifica les dades a Wikidata |
|        | Cal Misèries              | Navàs                   | masia        |                                  | 41° 54′ 22″ N, 1° 43′ 50″ E / 41.9061288641257°N,1.73056384767082°E |                                            |                          | Modifica les dades a Wikidata |
|        | Cal Pelussa de Dalt       | Navàs                   | masia        |                                  | 41° 53′ 19″ N, 1° 50′ 06″ E / 41.8884928243316°N,1.83495809367073°E |                                            |                          | Modifica les dades a Wikidata |
|        | Cal Perejoan              | Navàs                   | masia        |                                  | 41° 54′ 39″ N, 1° 44′ 00″ E / 41.91085°N,1.73340833°E 495 msnm |                                            |                          | Modifica les dades a Wikidata |
|        | Cal Perritxo              | Navàs                   | masia        |                                  | 41° 51′ 33″ N, 1° 42′ 55″ E / 41.8592865879885°N,1.71527437145887°E |                                            |                          | Modifica les dades a Wikidata |
|        | Cal Peçols                | Navàs                   | masia        |                                  | 41° 52′ 52″ N, 1° 49′ 08″ E / 41.88115°N,1.81889583°E 505 msnm |                                            |                          | Modifica les dades a Wikidata |
|        | Cal Piano                 | Navàs                   | masia        | 1865                             | 41° 53′ 31″ N, 1° 50′ 47″ E / 41.8918232025542°N,1.84634892486367°E ca:Sector est del terme municipal. Antic terme del castell del Mujal. Parròquia de Santa Creu del Mujal.                                                 |                                            |                          | Modifica les dades a Wikidata |
|        | Cal Pujol                 | Navàs                   | masia        |                                  | 41° 52′ 33″ N, 1° 43′ 09″ E / 41.875951°N,1.719237°E 385 msnm |                                            |                          | Modifica les dades a Wikidata |
|        | Cal Reixes                | Navàs                   | masia        |                                  | 41° 53′ 43″ N, 1° 45′ 25″ E / 41.89533056°N,1.75708333°E 480 msnm |                                            |                          | Modifica les dades a Wikidata |
|        | Cal Riols                 | Navàs                   | masia        |                                  | 41° 51′ 27″ N, 1° 44′ 29″ E / 41.8574509239503°N,1.74145428478761°E ca:Sector oest del terme municipal, parròquia de Sant Salvador de Torroella                                                                              |                                            |                          | Modifica les dades a Wikidata |
|        | Cal Roig                  | Navàs                   | masia        |                                  | 41° 53′ 32″ N, 1° 51′ 19″ E / 41.8922916325876°N,1.8553569997644°E ca:El Mujal. Sector est del terme municipal. Antic terme del castell del Mujal. Parròquia de Santa Creu del Mujal.                                        |                                            |                          | Modifica les dades a Wikidata |
|        | Cal Sants                 | Navàs                   | masia        |                                  | 41° 55′ 34″ N, 1° 43′ 57″ E / 41.9259740691243°N,1.73253430347062°E |                                            |                          | Modifica les dades a Wikidata |
|        | Cal Sastre                | Navàs                   | masia        |                                  | 41° 51′ 42″ N, 1° 44′ 28″ E / 41.861801762473°N,1.741016233254°E |                                            |                          | Modifica les dades a Wikidata |
|        | Cal Saubeta               | Navàs                   | masia        |                                  | 41° 52′ 00″ N, 1° 42′ 17″ E / 41.866802578236°N,1.70477056386°E |                                            |                          | Modifica les dades a Wikidata |
|        | Cal Serena                | Navàs                   | masia        |                                  | 41° 53′ 31″ N, 1° 51′ 22″ E / 41.8918942123642°N,1.85614761109618°E |                                            |                          | Modifica les dades a Wikidata |
|        | Cal Serra dels Arxius     | Navàs                   | masia        |                                  | 41° 52′ 49″ N, 1° 44′ 35″ E / 41.8804076659415°N,1.74299241606781°E |                                            |                          | Modifica les dades a Wikidata |
|        | Cal Serrador              | Navàs                   | masia        |                                  | 41° 52′ 25″ N, 1° 42′ 50″ E / 41.8736182504953°N,1.71385461416077°E ca:Sector oest del terme municipal, parròquia de Sant Salvador de Torroella, antic terme del castell de Torroella                                        |                                            |                          | Modifica les dades a Wikidata |
|        | Cal Sitges                | Navàs                   | masia        |                                  | 41° 53′ 35″ N, 1° 45′ 05″ E / 41.8929286686463°N,1.75141389729626°E ca:Sector central del terme municipal. Vall d'Hortons o dels Gitanos. Antic terme del castell de Castelladral. Parròquia de Sant Miquel de Castelladral. |                                            |                          | Modifica les dades a Wikidata |
|        | Cal Solanes               | Navàs                   | masia        |                                  | 41° 52′ 03″ N, 1° 43′ 30″ E / 41.8674634910477°N,1.72487067722123°E |                                            |                          | Modifica les dades a Wikidata |
|        | Cal Soldat                | Navàs                   | masia        |                                  | 41° 53′ 20″ N, 1° 50′ 17″ E / 41.8888928015544°N,1.8379883085621°E |                                            |                          | Modifica les dades a Wikidata |
|        | Cal Taurons               | Navàs                   | masia        | Estil: arquitectura popular      | 41° 53′ 27″ N, 1° 48′ 01″ E / 41.89094°N,1.800144°E | bé integrant del patrimoni cultural català |                          | Modifica les dades a Wikidata |
|        | Cal Teuló                 | Navàs                   | masia        |                                  | 41° 52′ 50″ N, 1° 43′ 13″ E / 41.8805705917135°N,1.72023525713958°E |                                            |                          | Modifica les dades a Wikidata |
|        | Cal Tiet                  | Navàs                   | masia        |                                  | 41° 53′ 16″ N, 1° 45′ 05″ E / 41.8878313546961°N,1.75145290515695°E ca:Sector central del terme municipal. Vall d'Hortons o dels Gitanos. Antic terme del castell de Castelladral. Parròquia de Sant Miquel de Castelladral. |                                            |                          | Modifica les dades a Wikidata |
|        | Cal Turban                | Navàs                   | masia        |                                  | 41° 53′ 18″ N, 1° 45′ 03″ E / 41.8884626928316°N,1.75070535382691°E |                                            |                          | Modifica les dades a Wikidata |
|        | Cal Xic                   | Navàs                   | masia        | Estil: arquitectura popular 1869 | 41° 52′ 23″ N, 1° 47′ 51″ E / 41.872971°N,1.797492°E ca:Sector sud central del terme municipal. Antic terme del castell de Castelladral.                                                                                     | bé integrant del patrimoni cultural català |                          | Modifica les dades a Wikidata |
|        | Can Flautes               | Navàs                   | masia        |                                  | 41° 52′ 20″ N, 1° 43′ 10″ E / 41.8722586706909°N,1.71953347319021°E |                                            |                          | Modifica les dades a Wikidata |
|        | Can Ribes                 | Navàs                   | masia        |                                  | 41° 54′ 05″ N, 1° 52′ 27″ E / 41.901282°N,1.874254°E ca:Carrer Ametllers, s/n. Navàs | bé integrant del patrimoni cultural català |                          | Modifica les dades a Wikidata |
|        | Can Sunyer                | Navàs                   | masia        |                                  | 41° 54′ 38″ N, 1° 44′ 12″ E / 41.910454792246°N,1.73653100014908°E |                                            |                          | Modifica les dades a Wikidata |
|        | Can Vall                  | Navàs                   | masia        | Estil: arquitectura popular      | 41° 54′ 06″ N, 1° 52′ 29″ E / 41.901692°N,1.874741°E ca:Carrer Santa Teresina del Nen Jesús, s/n. Navàs | bé integrant del patrimoni cultural català |                          | Modifica les dades a Wikidata |
|        | Canet                     | Navàs                   | masia        |                                  | 41° 53′ 44″ N, 1° 44′ 31″ E / 41.8955371264462°N,1.74202068458036°E |                                            |                          | Modifica les dades a Wikidata |
|        | Carboners                 | Navàs                   | masia        |                                  | 41° 54′ 24″ N, 1° 46′ 08″ E / 41.906571740663°N,1.7687509808833°E |                                            |                          | Modifica les dades a Wikidata |
|        | Casa Soler                | Navàs                   | masia        | Estil: arquitectura popular      | 41° 54′ 14″ N, 1° 49′ 13″ E / 41.903963°N,1.820152°E | bé integrant del patrimoni cultural català |                          | Modifica les dades a Wikidata |
|        | Casal dels Peguera        | Navàs                   | masia        |                                  | 41° 54′ 01″ N, 1° 46′ 52″ E / 41.900261°N,1.781201°E | bé integrant del patrimoni cultural català |                          | Modifica les dades a Wikidata |
|        | Casanova del Castell      | Navàs                   | masia        |                                  | 41° 54′ 43″ N, 1° 47′ 19″ E / 41.9119890955611°N,1.78863873265613°E |                                            |                          | Modifica les dades a Wikidata |
|        | Casanova del Pla          | Navàs                   | masia        |                                  | 41° 52′ 46″ N, 1° 49′ 11″ E / 41.8794116354233°N,1.81972098128293°E |                                            |                          | Modifica les dades a Wikidata |
|        | Casanova del Puig         | Navàs                   | masia        |                                  | 41° 53′ 05″ N, 1° 45′ 44″ E / 41.8847763770935°N,1.76210671011185°E |                                            |                          | Modifica les dades a Wikidata |
|        | Casaolius                 | Navàs                   | masia        |                                  | 41° 54′ 10″ N, 1° 50′ 31″ E / 41.9029099352658°N,1.84183324974172°E |                                            |                          | Modifica les dades a Wikidata |
|        | Casolius                  | Navàs                   | masia        | 1831                             | 41° 54′ 10″ N, 1° 50′ 22″ E / 41.9028060100595°N,1.8395685766338°E ca:Sector sud-est del terme municipal. Parròquia de Sant Cugat del Racó.                                                                                  |                                            |                          | Modifica les dades a Wikidata |
|        | Comabella                 | Navàs                   | masia        |                                  | 41° 52′ 39″ N, 1° 40′ 58″ E / 41.877361227309°N,1.682865277905°E |                                            |                          | Modifica les dades a Wikidata |
|        | Comaerma                  | Navàs                   | masia        |                                  | 41° 52′ 53″ N, 1° 43′ 12″ E / 41.8814147412598°N,1.72001352608326°E |                                            |                          | Modifica les dades a Wikidata |
|        | Comaposada                | Navàs                   | masia        |                                  | 41° 53′ 57″ N, 1° 46′ 14″ E / 41.899047215763°N,1.7704229576595°E |                                            |                          | Modifica les dades a Wikidata |
|        | Copons                    | Navàs                   | masia        |                                  | 41° 52′ 45″ N, 1° 46′ 20″ E / 41.879129710897°N,1.77221856601648°E |                                            |                          | Modifica les dades a Wikidata |
|        | Corretjoles               | Navàs                   | masia        |                                  | 41° 53′ 40″ N, 1° 46′ 14″ E / 41.894544882871°N,1.7705093304524°E |                                            |                          | Modifica les dades a Wikidata |
|        | Filaborres                | Navàs                   | masia        |                                  | 41° 53′ 32″ N, 1° 47′ 07″ E / 41.8921568153233°N,1.78525269643912°E |                                            |                          | Modifica les dades a Wikidata |
|        | Llastanosa                | Navàs                   | masia        |                                  | 41° 54′ 20″ N, 1° 45′ 11″ E / 41.9055004561372°N,1.75294126044038°E |                                            |                          | Modifica les dades a Wikidata |
|        | Malgrau                   | Navàs                   | masia        |                                  | 41° 53′ 18″ N, 1° 48′ 51″ E / 41.8882896487362°N,1.81422996188221°E |                                            |                          | Modifica les dades a Wikidata |
|        | Malric                    | Navàs                   | masia        |                                  | 41° 53′ 20″ N, 1° 45′ 17″ E / 41.8890118545923°N,1.75482899843742°E |                                            |                          | Modifica les dades a Wikidata |
|        | Mas Bigorra               | Navàs                   | masia        |                                  | 41° 51′ 42″ N, 1° 47′ 15″ E / 41.8615301653363°N,1.78742299248335°E |                                            |                          | Modifica les dades a Wikidata |
|        | Mas de Sant Genís         | Navàs                   | masia        | Estil: arquitectura popular      | 41° 54′ 33″ N, 1° 51′ 13″ E / 41.909032°N,1.85353°E | bé integrant del patrimoni cultural català |                          | Modifica les dades a Wikidata |
|        | Mas del Munt              | Navàs                   | masia        |                                  | 41° 52′ 30″ N, 1° 43′ 17″ E / 41.875003°N,1.721277°E 380 msnm |                                            |                          | Modifica les dades a Wikidata |
|        | Masadella de Baix         | Navàs Viver i Serrateix | masia        |                                  | 41° 54′ 57″ N, 1° 50′ 54″ E / 41.91569444444445°N,1.8483333333333332°E |                                            |                          | Modifica les dades a Wikidata |
|        | Masia el Puig Gros        | Navàs                   | masia        | Estil: arquitectura popular      | 41° 52′ 49″ N, 1° 46′ 13″ E / 41.880289°N,1.770343°E | bé integrant del patrimoni cultural català |                          | Modifica les dades a Wikidata |
|        | Maçanerots                | Navàs                   | masia        |                                  | 41° 52′ 23″ N, 1° 47′ 05″ E / 41.8731649578286°N,1.78469657365289°E |                                            |                          | Modifica les dades a Wikidata |
|        | Maçaners                  | Navàs                   | masia        |                                  | 41° 52′ 04″ N, 1° 47′ 42″ E / 41.867786144412°N,1.7951210558811°E |                                            |                          | Modifica les dades a Wikidata |
|        | Messedella de Baix        | Navàs                   | masia        |                                  | 41° 54′ 57″ N, 1° 50′ 53″ E / 41.9157436318609°N,1.84802843541004°E |                                            |                          | Modifica les dades a Wikidata |
|        | Molí de Palà              | Navàs                   | masia        |                                  | 41° 51′ 17″ N, 1° 43′ 10″ E / 41.85486°N,1.71941°E |                                            |                          | Modifica les dades a Wikidata |
|        | Puiggròs                  | Navàs                   | masia        |                                  | 41° 52′ 42″ N, 1° 46′ 12″ E / 41.8783232135987°N,1.77007678955991°E ca:Sector central del terme municipal. Antic terme del castell de Castelladral, parròquia de Sant Miquel de Castelladral.                                |                                            |                          | Modifica les dades a Wikidata |
|        | Santacreu                 | Navàs                   | masia        |                                  | 41° 53′ 17″ N, 1° 51′ 06″ E / 41.88797°N,1.85163°E |                                            |                          | Modifica les dades a Wikidata |
|        | Solivella                 | Navàs                   | masia        |                                  | 41° 51′ 44″ N, 1° 46′ 25″ E / 41.862153733558°N,1.7735398068742°E |                                            |                          | Modifica les dades a Wikidata |
|        | Tauler                    | Navàs                   | masia        |                                  | 41° 55′ 01″ N, 1° 45′ 42″ E / 41.916965792427°N,1.7616379639738°E |                                            |                          | Modifica les dades a Wikidata |
|        | Taulet                    | Navàs                   | masia        |                                  | 41° 55′ 02″ N, 1° 45′ 42″ E / 41.917106689316°N,1.76179555947616°E |                                            |                          | Modifica les dades a Wikidata |
|        | Taurons                   | Navàs                   | masia        |                                  | 41° 51′ 25″ N, 1° 42′ 14″ E / 41.856884046356°N,1.7037660182077°E |                                            |                          | Modifica les dades a Wikidata |
|        | Trullols                  | Navàs                   | masia        |                                  | 41° 52′ 30″ N, 1° 42′ 51″ E / 41.875014938527°N,1.7142453118224°E |                                            |                          | Modifica les dades a Wikidata |
|        | Vallbona                  | Navàs                   | masia        |                                  | 41° 51′ 44″ N, 1° 41′ 38″ E / 41.862177550223°N,1.6940204530092°E ca:Sector oest del terme municipal, parròquia de Sant Salvador de Torroella, antic terme del castell de Torroella                                          |                                            |                          | Modifica les dades a Wikidata |
|        | Vilafresca                | Navàs                   | masia        |                                  | 41° 54′ 26″ N, 1° 52′ 12″ E / 41.9071173082531°N,1.8699825025221°E |                                            |                          | Modifica les dades a Wikidata |
|        | el Coll                   | Navàs                   | masia        |                                  | 41° 51′ 34″ N, 1° 42′ 32″ E / 41.8595134955919°N,1.70900490984528°E |                                            |                          | Modifica les dades a Wikidata |
|        | el Forn                   | Navàs                   | masia        | 1864                             | 41° 53′ 41″ N, 1° 46′ 36″ E / 41.8947060420622°N,1.77680234962659°E ca:Sector central del terme municipal. Antic terme del castell de Castelladral, parròquia de Sant Miquel de Castelladral.                                |                                            |                          | Modifica les dades a Wikidata |
|        | el Llobet                 | Navàs                   | masia        |                                  | 41° 53′ 58″ N, 1° 43′ 11″ E / 41.899394402416°N,1.7197839487826°E |                                            |                          | Modifica les dades a Wikidata |
|        | el Molar                  | Navàs                   | masia        | 20th century                     | 41° 51′ 38″ N, 1° 44′ 16″ E / 41.8606247514016°N,1.73766916687479°E ca:Sector sud-oest del terme municipal. Antiga quadra d'Orriols, pertanyent a l'antic terme del castell de Castelladral.                                 |                                            |                          | Modifica les dades a Wikidata |
|        | el Molí                   | Navàs                   | masia        |                                  | 41° 52′ 49″ N, 1° 47′ 48″ E / 41.8802265971413°N,1.79671103000361°E |                                            |                          | Modifica les dades a Wikidata |
|        | el Puiggròs               | Navàs                   | masia        |                                  | 41° 52′ 42″ N, 1° 46′ 12″ E / 41.8783232135987°N,1.77007678955991°E |                                            |                          | Modifica les dades a Wikidata |
|        | el Racó                   | Navàs                   | masia        |                                  | 41° 54′ 58″ N, 1° 49′ 11″ E / 41.91610558375°N,1.8198168012597°E |                                            |                          | Modifica les dades a Wikidata |
|        | el Racó                   | Navàs                   | masia        |                                  | 41° 55′ 01″ N, 1° 49′ 13″ E / 41.9169378744082°N,1.82017528724604°E |                                            |                          | Modifica les dades a Wikidata |
|        | el Sunyer de Valldeperes  | Navàs                   | masia        | Estil: arquitectura popular      | 41° 54′ 30″ N, 1° 43′ 54″ E / 41.908331°N,1.731617°E 481 msnm | bé integrant del patrimoni cultural català | El Sunyer de Valldeperes | Modifica les dades a Wikidata |
|        | els Cellers               | Navàs                   | masia        |                                  | 41° 53′ 59″ N, 1° 48′ 32″ E / 41.8996104388789°N,1.80895720916958°E |                                            |                          | Modifica les dades a Wikidata |
|        | l'Abeiar                  | Viver i Serrateix Navàs | masia        |                                  | 41° 54′ 30″ N, 1° 50′ 46″ E / 41.9082489194881°N,1.84611348714649°E |                                            |                          | Modifica les dades a Wikidata |
|        | l'Alzina                  | Navàs                   | masia        |                                  | 41° 55′ 00″ N, 1° 48′ 57″ E / 41.916637681399°N,1.815907957711°E |                                            |                          | Modifica les dades a Wikidata |
|        | l'Espinal                 | Navàs                   | masia        |                                  | 41° 54′ 58″ N, 1° 49′ 13″ E / 41.9160298675129°N,1.82033671638954°E ca:Sector nord-est del terme municipal. Parròquia de Sant Cugat del Racó.                                                                                |                                            |                          | Modifica les dades a Wikidata |
|        | l'Hostalet                | Navàs                   | masia        |                                  | 41° 52′ 24″ N, 1° 42′ 37″ E / 41.8734534057606°N,1.71039941428627°E ca:Sector oest del terme municipal, parròquia de Sant Salvador de Torroella, antic terme del castell de Torroella                                        |                                            |                          | Modifica les dades a Wikidata |
|        | l'Ingla                   | Navàs                   | masia        |                                  | 41° 54′ 11″ N, 1° 46′ 10″ E / 41.9030309823553°N,1.76948210476768°E ca:Sector nord central del terme municipal. Antic terme del castell de Castelladral, parròquia de Sant Miquel de Castelladral.                           |                                            |                          | Modifica les dades a Wikidata |
|        | l'Obac                    | Navàs                   | masia        |                                  | 41° 52′ 26″ N, 1° 41′ 42″ E / 41.873897026299°N,1.6949869132371°E |                                            |                          | Modifica les dades a Wikidata |
|        | l'Oliva                   | Navàs                   | masia        |                                  | 41° 53′ 04″ N, 1° 50′ 15″ E / 41.8843318859278°N,1.83763706913757°E ca:Sector sud-est del terme municipal. Antic terme del castell del Mujal. Parròquia de la Santa Creu del Mujal.                                          |                                            |                          | Modifica les dades a Wikidata |
|        | la Capçada                | Navàs                   | masia        |                                  | 41° 54′ 51″ N, 1° 44′ 59″ E / 41.91413374989°N,1.7496346181162°E |                                            |                          | Modifica les dades a Wikidata |
|        | la Casanova de la Garriga | Navàs                   | masia        |                                  | 41° 52′ 07″ N, 1° 46′ 11″ E / 41.8685292022977°N,1.76972233050261°E |                                            |                          | Modifica les dades a Wikidata |
|        | la Caseta                 | Navàs                   | masia        |                                  | 41° 52′ 21″ N, 1° 48′ 04″ E / 41.87259°N,1.801192°E ca:Sector sud-est del terme municipal. Parròquia de Sant Miquel de Castelladral.                                                                                         | bé integrant del patrimoni cultural català |                          | Modifica les dades a Wikidata |
|        | la Fumera                 | Navàs                   | masia        |                                  | 41° 51′ 49″ N, 1° 44′ 42″ E / 41.8636225531711°N,1.74493580920239°E ca:Sector sud-oest del terme municipal |                                            |                          | Modifica les dades a Wikidata |
|        | la Fàbrega                | Navàs                   | masia        |                                  | 41° 51′ 58″ N, 1° 42′ 36″ E / 41.8661541432438°N,1.71005211963613°E ca:Sector oest del terme municipal, parròquia de Sant Salvador de Torroella, terme de l'antic castell de Torroella                                       |                                            |                          | Modifica les dades a Wikidata |
|        | la Garriga                | Navàs                   | masia        |                                  | 41° 52′ 05″ N, 1° 45′ 44″ E / 41.8681526880446°N,1.76234316280283°E ca:Sector sud del terme municipal. Antic terme del castell de Castelladral, parròquia de Sant Miquel de Castelladral.                                    |                                            |                          | Modifica les dades a Wikidata |
|        | la Llastanosa             | Navàs                   | masia        |                                  | 41° 54′ 23″ N, 1° 45′ 19″ E / 41.9063819299397°N,1.75532339823143°E |                                            |                          | Modifica les dades a Wikidata |
|        | la Masia                  | Navàs                   | masia        |                                  | 41° 54′ 22″ N, 1° 45′ 12″ E / 41.90606895306°N,1.7534089933407°E |                                            |                          | Modifica les dades a Wikidata |
|        | la Penyora                | Navàs                   | masia        |                                  | 41° 53′ 48″ N, 1° 49′ 54″ E / 41.8966566085154°N,1.83178391646408°E |                                            |                          | Modifica les dades a Wikidata |
|        | la Plana                  | Navàs                   | masia        |                                  | 41° 52′ 30″ N, 1° 45′ 22″ E / 41.8748941510318°N,1.75609126717096°E |                                            |                          | Modifica les dades a Wikidata |
|        | la Rovira                 | Navàs                   | masia        |                                  | 41° 54′ 20″ N, 1° 47′ 40″ E / 41.905606148869°N,1.7944101127939°E |                                            |                          | Modifica les dades a Wikidata |
|        | la Sala                   | Navàs                   | masia        |                                  | 41° 54′ 54″ N, 1° 49′ 15″ E / 41.914886356207°N,1.8207636435415°E |                                            |                          | Modifica les dades a Wikidata |
|        | la Serra                  | Navàs                   | masia        |                                  | 41° 52′ 00″ N, 1° 42′ 06″ E / 41.866788477685°N,1.70160486689406°E |                                            |                          | Modifica les dades a Wikidata |
|        | la Soleia                 | Navàs                   | masia        |                                  | 41° 53′ 18″ N, 1° 44′ 48″ E / 41.8882037698918°N,1.74678101283386°E |                                            |                          | Modifica les dades a Wikidata |
|        | les Comes                 | Navàs                   | masia        |                                  | 41° 52′ 28″ N, 1° 44′ 22″ E / 41.87439499741°N,1.7395640201379°E ca:Sector oest del terme municipal |                                            |                          | Modifica les dades a Wikidata |
|        | les Cots                  | Navàs                   | masia        | Estil: arquitectura popular      | 41° 52′ 54″ N, 1° 47′ 47″ E / 41.881667°N,1.796271°E ca:Sector central del terme municipal. Antic terme del castell de Castelladral, parròquia de Sant Miquel de Castelladral.                                               | bé integrant del patrimoni cultural català |                          | Modifica les dades a Wikidata |
|        | les Esglésies             | Navàs                   | masia        |                                  | 41° 53′ 32″ N, 1° 48′ 59″ E / 41.892324707348°N,1.8163571711286°E |                                            |                          | Modifica les dades a Wikidata |
|        | les Iglésies              | Navàs                   | masia        | Estil: arquitectura popular      | 41° 53′ 33″ N, 1° 49′ 19″ E / 41.892409°N,1.821986°E | bé integrant del patrimoni cultural català |                          | Modifica les dades a Wikidata |
|        | les Planes                | Navàs                   | masia        |                                  | 41° 54′ 59″ N, 1° 48′ 01″ E / 41.916474968259°N,1.8002348281389°E |                                            |                          | Modifica les dades a Wikidata |

## monument
| imatge | Nom               | Ubicat a | instància de | Detalls      | coordenades | Protecció | Commons (més fotos) | Dades a WD                    |
| ------ | ----------------- | -------- | ------------ | ------------ | --- | --------- | ------------------- | ----------------------------- |
|        | Monument a Gaudí  | Navàs    | monument     | 2003         | 41° 53′ 52″ N, 1° 52′ 37″ E / 41.89768°N,1.87707°E ca:Plaça d'Antoni Gaudí. Navàs.                                                      |           |                     | Modifica les dades a Wikidata |
|        | Monument al Teler | Navàs    | monument     | 20th century | 41° 54′ 08″ N, 1° 52′ 44″ E / 41.90219°N,1.87883°E ca:Carrer de la Verge de Montserrat - Plaça de l'antiga Estació del Carrilet. Navàs. |           |                     | Modifica les dades a Wikidata |

## muntanya
| imatge | Nom                     | Ubicat a                  | instància de | Detalls | coordenades | Protecció | Commons (més fotos) | Dades a WD                    |
| ------ | ----------------------- | ------------------------- | ------------ | ------- | --- | --------- | ------------------- | ----------------------------- |
|        | Bony de la Muga         | Navàs                     | muntanya     |         | 41° 53′ 06″ N, 1° 48′ 37″ E / 41.88487556°N,1.81028611°E 560 msnm |           |                     | Modifica les dades a Wikidata |
|        | Comabella               | Navàs                     | muntanya     |         | 41° 52′ 40″ N, 1° 41′ 25″ E / 41.8777°N,1.69037°E 643.1 msnm |           |                     | Modifica les dades a Wikidata |
|        | Puig d'Aubesa           | Navàs Sant Mateu de Bages | muntanya     |         | 41° 51′ 07″ N, 1° 41′ 49″ E / 41.85189278°N,1.69694722°E 583 msnm |           |                     | Modifica les dades a Wikidata |
|        | Roca Gran               | Navàs                     | muntanya     |         | 41° 53′ 27″ N, 1° 50′ 22″ E / 41.8909°N,1.83955°E 452.2 msnm |           |                     | Modifica les dades a Wikidata |
|        | Sant Genís              | Puig-reig Navàs           | muntanya     |         | 41° 54′ 52″ N, 1° 51′ 54″ E / 41.9145°N,1.86505°E 560.6 msnm |           |                     | Modifica les dades a Wikidata |
|        | Serrat de l'Obaga Negra | Navàs                     | muntanya     |         | 41° 54′ 03″ N, 1° 44′ 38″ E / 41.90083333°N,1.74394444°E 697.2 msnm |           |                     | Modifica les dades a Wikidata |
|        | Turó del Pi de Malla    | Navàs Súria               | muntanya     |         | 41° 51′ 50″ N, 1° 46′ 18″ E / 41.8639°N,1.77174°E 512.7 msnm |           |                     | Modifica les dades a Wikidata |
|        | Turó dels Olivers       | Navàs                     | muntanya     |         | 41° 53′ 27″ N, 1° 47′ 32″ E / 41.89096944°N,1.79214167°E 526.3 msnm |           |                     | Modifica les dades a Wikidata |
|        | el Castellot            | Navàs Balsareny           | muntanya     |         | 41° 53′ 09″ N, 1° 51′ 38″ E / 41.88590389°N,1.86067222°E 411 msnm |           |                     | Modifica les dades a Wikidata |
|        | el Castellot            | Navàs                     | muntanya     |         | 41° 53′ 56″ N, 1° 46′ 46″ E / 41.899°N,1.77957°E 682.2 msnm |           |                     | Modifica les dades a Wikidata |
|        | la Garriga              | Navàs                     | muntanya     |         | 41° 52′ 06″ N, 1° 45′ 48″ E / 41.8682°N,1.76325°E ca:Sector sud del terme municipal. Antic terme del castell de Castelladral, parròquia de Sant Miquel de Castelladral. 503.1 msnm |           |                     | Modifica les dades a Wikidata |

## pont
| imatge | Nom                       | Ubicat a   | instància de | Detalls                                                     | coordenades | Protecció | Commons (més fotos) | Dades a WD                    |
| ------ | ------------------------- | ---------- | ------------ | ----------------------------------------------------------- | --- | --------- | ------------------- | ----------------------------- |
|        | Pont de Castellet         | Gaià Navàs | pont         | 1966 Travessa: Llobregat Hi passa: BV-4401 Estat: bon estat | 41° 54′ 03″ N, 1° 53′ 13″ E / 41.9009053748587°N,1.88684958460399°E ca:Sector sud-oest del terme de Gaià 332 msnm |           |                     | Modifica les dades a Wikidata |
|        | Pont del Clot de la Parra | Navàs      | pont         |                                                             | 41° 53′ 43″ N, 1° 51′ 09″ E / 41.8953151041792°N,1.85237371154415°E                                               |           |                     | Modifica les dades a Wikidata |

## serra
| imatge | Nom                         | Ubicat a                  | instància de | Detalls | coordenades                                                         | Protecció | Commons (més fotos)   | Dades a WD                    |
| ------ | --------------------------- | ------------------------- | ------------ | ------- | ------------------------------------------------------------------- | --------- | --------------------- | ----------------------------- |
|        | Carena del Coll d'en Guineu | Navàs                     | serra        |         | 41° 53′ 10″ N, 1° 44′ 04″ E / 41.8862°N,1.73438°E 668.9 msnm        |           |                       | Modifica les dades a Wikidata |
|        | La Serra (Navàs)            | Navàs                     | serra        |         | 41° 51′ 49″ N, 1° 42′ 29″ E / 41.86371667°N,1.70796389°E 547 msnm   |           |                       | Modifica les dades a Wikidata |
|        | Serra de Castelladral       | Navàs                     | serra        |         | 41° 53′ 56″ N, 1° 46′ 47″ E / 41.899001°N,1.779647°E 682 msnm       |           | Serra de Castelladral | Modifica les dades a Wikidata |
|        | Serra de les Garrigues      | Sant Mateu de Bages Navàs | serra        |         | 41° 51′ 54″ N, 1° 40′ 24″ E / 41.8651°N,1.67339°E 615 msnm          |           |                       | Modifica les dades a Wikidata |
|        | Serrat d'en Guineu          | Navàs                     | serra        |         | 41° 52′ 34″ N, 1° 43′ 47″ E / 41.87604722°N,1.72978333°E 619.8 msnm |           |                       | Modifica les dades a Wikidata |
|        | Serrat de Vallbona          | Navàs                     | serra        |         | 41° 52′ 15″ N, 1° 41′ 10″ E / 41.87073333°N,1.68599833°E 598 msnm   |           |                       | Modifica les dades a Wikidata |
|        | Serrat del Girald           | Balsareny Navàs           | serra        |         | 41° 53′ 12″ N, 1° 52′ 11″ E / 41.8868°N,1.86975°E 434 msnm          |           |                       | Modifica les dades a Wikidata |
|        | serrat de Ca l'Agustí       | Navàs                     | serra        |         | 41° 53′ 42″ N, 1° 50′ 02″ E / 41.89501667°N,1.83375333°E 490.9 msnm |           |                       | Modifica les dades a Wikidata |
|        | serrat de Sant Pere         | Navàs Viver i Serrateix   | serra        |         | 41° 55′ 19″ N, 1° 49′ 13″ E / 41.922°N,1.82016°E 637.3 msnm         |           |                       | Modifica les dades a Wikidata |
|        | serrat de la Muga           | Navàs                     | serra        |         | 41° 52′ 57″ N, 1° 48′ 25″ E / 41.8824°N,1.80681°E 565.7 msnm        |           |                       | Modifica les dades a Wikidata |
|        | serrat del Pont             | Navàs                     | serra        |         | 41° 53′ 40″ N, 1° 43′ 52″ E / 41.89435556°N,1.73113333°E 597.6 msnm |           |                       | Modifica les dades a Wikidata |
|        | serrat del Puixot           | Navàs                     | serra        |         | 41° 53′ 12″ N, 1° 49′ 11″ E / 41.88655833°N,1.81971667°E 558.6 msnm |           |                       | Modifica les dades a Wikidata |

## vèrtex geodèsic
| imatge | Nom             | Ubicat a | instància de    | Detalls    | coordenades                                                        | Protecció | Commons (més fotos) | Dades a WD                    |
| ------ | --------------- | -------- | --------------- | ---------- | ------------------------------------------------------------------ | --------- | ------------------- | ----------------------------- |
|        | Baganegra       | Navàs    | vèrtex geodèsic | Alt: 1.2m  | 41° 54′ 03″ N, 1° 44′ 38″ E / 41.900791°N,1.743992°E 699.261 msnm  |           |                     | Modifica les dades a Wikidata |
|        | Castelladral    | Navàs    | vèrtex geodèsic | Alt: 1.2m  | 41° 53′ 56″ N, 1° 46′ 46″ E / 41.898947°N,1.779511°E 681.726 msnm  |           |                     | Modifica les dades a Wikidata |
|        | Comabella       | Navàs    | vèrtex geodèsic | Alt: 1.19m | 41° 52′ 40″ N, 1° 41′ 25″ E / 41.87771°N,1.69036°E 644.067 msnm    |           |                     | Modifica les dades a Wikidata |
|        | La Garriga 2011 | Navàs    | vèrtex geodèsic | Alt: 1.2m  | 41° 52′ 05″ N, 1° 45′ 48″ E / 41.868141°N,1.763207°E 504.1273 msnm |           |                     | Modifica les dades a Wikidata |
|        | Sant Genis      | Navàs    | vèrtex geodèsic | Alt: 1.2m  | 41° 54′ 51″ N, 1° 51′ 56″ E / 41.914278°N,1.865524°E 564.687 msnm  |           |                     | Modifica les dades a Wikidata |

## Misc
| imatge | Nom                                       | Ubicat a                                                                          | instància de                                           | Detalls                                                   | coordenades                                                                                               | Protecció                                  | Commons (més fotos)       | Dades a WD                    |
| ------ | ----------------------------------------- | --------------------------------------------------------------------------------- | ------------------------------------------------------ | --------------------------------------------------------- | --- | ------------------------------------------ | ------------------------- | ----------------------------- |
|        | Balma Gran                                | Navàs                                                                             | indret                                                 |                                                           | 41° 52′ 52″ N, 1° 46′ 28″ E / 41.88115556°N,1.77454167°E                                                  |                                            |                           | Modifica les dades a Wikidata |
|        | Cal Forcada                               | Navàs                                                                             | fàbrica                                                |                                                           | 41° 54′ 00″ N, 1° 53′ 07″ E / 41.9°N,1.88527778°E                                                         |                                            |                           | Modifica les dades a Wikidata |
|        | Can Flautes                               | Sant Salvador de Torroella Navàs                                                  | nucli de població nucli d'entitat singular de població | 9 hab                                                     | 41° 52′ 19″ N, 1° 42′ 58″ E / 41.87194842°N,1.71602221°E 334 msnm                                         |                                            |                           | Modifica les dades a Wikidata |
|        | Colònia Palà de Torroella                 | Navàs                                                                             | colònia industrial                                     | 19th century                                              | 41° 51′ 18″ N, 1° 43′ 11″ E / 41.855062°N,1.719669°E                                                      | bé integrant del patrimoni cultural català | Colònia Palà de Torroella | Modifica les dades a Wikidata |
|        | Llobregat                                 | Catalunya província de Barcelona Catalunya Central Àmbit Metropolità de Barcelona | riu                                                    | Desemboca: mar Mediterrània Llarg: 175km Conca: 4948.3km² | 42° 16′ 57″ N, 2° 00′ 46″ E / 42.282412°N,2.012826°E 41° 18′ 08″ N, 2° 07′ 55″ E / 41.302248°N,2.131948°E |                                            | Llobregat                 | Modifica les dades a Wikidata |
|        | Locomotora del Carrilet                   | Navàs                                                                             | mobiliari urbà locomotora de vapor                     | 1899                                                      | 41° 54′ 05″ N, 1° 52′ 43″ E / 41.90152°N,1.8786°E ca:Parc de l'Estació. Navàs                             |                                            |                           | Modifica les dades a Wikidata |
|        | alzina i roure del poliesportiu municipal | Navàs                                                                             | arbre singular                                         |                                                           | 41° 54′ 02″ N, 1° 52′ 22″ E / 41.90067°N,1.87264°E ca:Carrer de Pau Casals, sn. Navàs                     |                                            |                           | Modifica les dades a Wikidata |
|        | casa consistorial de Navàs                | Navàs                                                                             | casa consistorial                                      | 1950s                                                     | 41° 54′ 00″ N, 1° 52′ 46″ E / 41.9000022°N,1.8793472°E ca:Plaça de l'Ajuntament, 8. Navàs                 |                                            | Ajuntament de Navàs       | Modifica les dades a Wikidata |
|        | el Casalot                                | Navàs                                                                             | cabana                                                 |                                                           | 41° 54′ 38″ N, 1° 46′ 48″ E / 41.9105099439491°N,1.7799370379247°E                                        |                                            |                           | Modifica les dades a Wikidata |
|        | font de Navarons                          | Navàs                                                                             | font                                                   |                                                           | 41° 54′ 26″ N, 1° 52′ 31″ E / 41.907326282601°N,1.875158689758°E                                          |                                            |                           | Modifica les dades a Wikidata |
|        | plaça de l'Ajuntament                     | Navàs                                                                             | plaça                                                  | 1978                                                      | 41° 54′ 00″ N, 1° 52′ 44″ E / 41.89996°N,1.87901°E ca:Plaça de l'Ajuntament. Navàs                        |                                            |                           | Modifica les dades a Wikidata |